# Museo Enrico Poli
O Museo Enrico Poli é um museu de arte peruana fundado pelo arqueólogo italiano que lhe dá nome. Fica localizado na cidade de Lima. 